# Гранд-Кули (каньон)

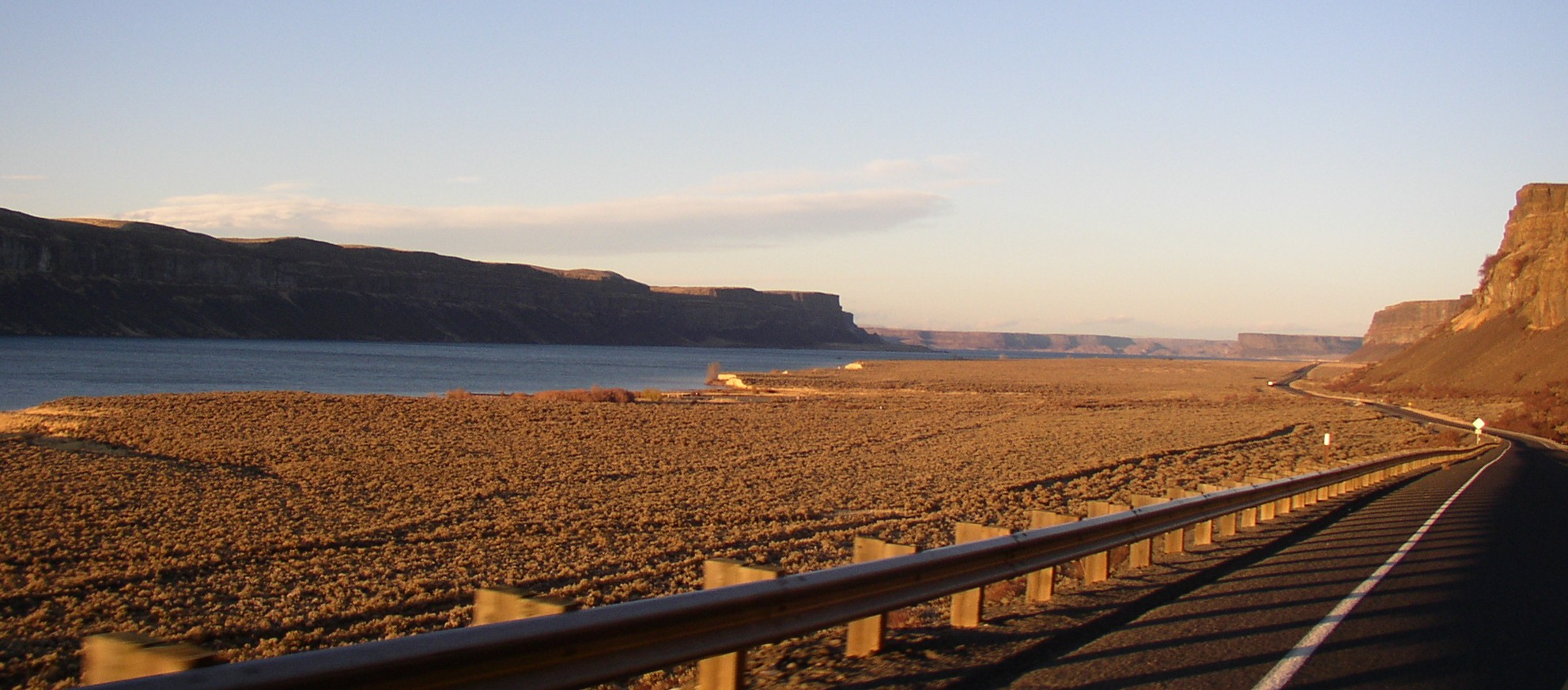
Вид Гранд-Кули по направлению на север

Гранд-Кули (англ. Grand Coulee) — древнее русло в штате Вашингтон, на северо-западе США. Протянулся почти на 70 км на юго-запад от плотины Гранд-Кули до озера Соап. Водопады Драй разделяют каньон на верхнюю и нижнюю части. Ширина каньона варьирует от 2,5 до 7 км; глубина древнего русла достигает в отдельных местах 270 м. Сегодня древнее русло преимущественно сухое, местами в нём располагаются пресные или солоноватые озёра. Является национальным памятником природы США.
Каньон является частью Колумбийского базальтового плато. В основе данного региона лежат граниты, сформированные глубоко в земной коре 40-60 млн лет назад. Последующие периодические поднятия и опускания территории привели сперва к образованию небольших гор, а затем — к образованию внутреннего моря. Примерно 10-18 млн лет назад повышение вулканической активности способствовало изливанию массивных потоков базальтовой лавы на поверхность земли в районе современной границы штатов Вашингтон, Орегон и Айдахо. На значительной территории сформировался толстый базальтовый слой, мощность которого достигает в отдельных местах до 2000 м.
Как и значительная часть североамериканского континента, в эпоху плейстоцена данная территория была занята ледником. Примерно 18 000 лет назад большое ответвление ледника продвинулось на территорию современного Айдахо, создав естественную ледниковую плотины на реке Кларк-Форк, в месте современного озера Панд-Орей. По мере таяния ледника в данной местности образовалось крупное озеро, раскинувшееся вплоть до западной части современной Монтаны. Ледниковая плотина не могла сдерживать такого объёма воды, в результате чего несколько раз плотину прорывало. Огромные потоки воды обрушивались на территорию к западу от озера. Потоки смещали огромное количество горных пород, перенося их вниз по течению и формируя взамен совершенно новые формы рельефа.